# Mlynárovce
Mlynárovce est un village de Slovaquie situé dans la région de Prešov.

## Histoire
Première mention écrite du village en 1414.

## Démographie

### Évolution de la population
| Année:               | 1994. | 2004.   | 2014.   | 2024.   |
| -------------------- | ----- | ------- | ------- | ------- |
| Nombre de personnes: | 227   | 233     | 216     | 221     |
| Différence:          |       | +2,64 % | -7,29 % | +2,31 % |

| Année:               | 2023. | 2024.   |
| -------------------- | ----- | ------- |
| Nombre de personnes: | 215   | 221     |
| Différence:          |       | +2,79 % |